# Kran
Kran (en búlgaro: Крън) es una ciudad de Bulgaria en la provincia de Stara Zagora.

## Geografía
Se encuentra a una altitud de 452 m s. n. m. a 271 km de la capital nacional, Sofía.

## Demografía
Según estimación 2012 contaba con una población de 3 067 habitantes.
|         | 2004 | 2005 | 2006 | 2007 | 2008 | 2009 | 2010 | 2011  |
| Mujeres |      |      |      |      |      |      |      | 1 635 |
| Varones |      |      |      |      |      |      |      | 1 621 |
| Total   |      |      |      |      |      |      |      | 3256  |